# والری ویهوف
والری ویهوف (آلمانی: Valerie Viehoff؛ زادهٔ ۱۶ فوریهٔ ۱۹۷۶) قایقران روئینگ اهل آلمان است.